# 雄州駅
雄州駅（ゆうしゅうえき）は中華人民共和国江蘇省南京市六合区雄州西路、雄州東路、竜津南路と寧六路の交差点にある、南京地下鉄S3号線の駅である。14号線と乗り入れ、両路線の接続駅となっている予定。

## 駅名
駅名については、事業着手当初は南京地下鉄集団は「雄州駅」の仮称を用いており、開業前に駅名が「雄州駅」に決定したことが発表された。

## 駅構造

### のりば
| 番線 | 路線             | 方面                                | 行先          |
| ---- | ---------------- | ----------------------------------- | ------------- |
|      | 南京地下鉄S8号線 | 毛紡廠路・長江大橋北・柳洲南路 方面 | 浦口公園 行き |
|      | 南京地下鉄S8号線 | 鳳凰山公園・方州広場 方面           | 天長 行き     |
|      | 南京地下鉄14号線 | 馬鞍空港 方面                       | 馬鞍空港 行き |
|      | 南京地下鉄14号線 |                                     |               |

### 改札・出入口
- 1号出入口：雄州南路
- 2号出入口：雄州南路・雄州東路
- 4号出入口：雄州西路

## 駅周辺
- 歓楽港
- 栄盛広場

## 歴史
- 2014年8月1日南京地下鉄S8号線の駅として開業。

## 隣の駅
南京地下鉄
■S8号線
竜池駅 - 雄州駅 -　鳳凰山公園駅
■14号線
駅 - 雄州駅 -　駅